# Pineapple Express
Pour les articles homonymes, voir Pineapple (homonymie).

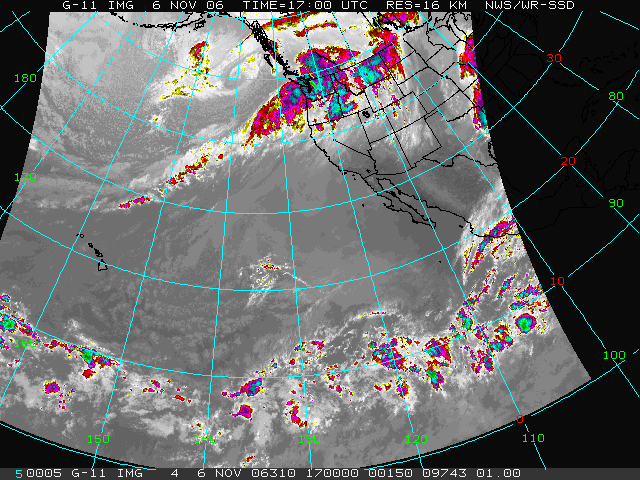
Image du satellite météorologique montrant les nuages associés avec des dépressions dans une circulation de Pineapple Express dans la partie nord

Le Pineapple Express (en français Ananas Express ou dépression en provenance d'Hawaï) est un phénomène météorologique du nord-est de l'océan Pacifique, entre Hawaï et la côte ouest de l'Amérique du Nord. Il s'agit d'une circulation atmosphérique, appelée rivière atmosphérique, durant plusieurs jours voire semaines, dans laquelle se déplacent une série de dépressions lourdement chargées en humidité des tropiques donnant des pluies diluviennes le long d'un corridor très limité.

## Théorie

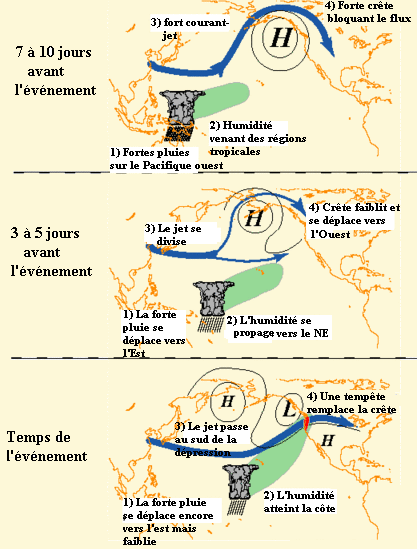
Processus d'oscillation de Madden-Julian à l'origine d'un Pineapple Express

Un événement de Pineapple Express se développe quand la branche sud du courant-jet polaire effectue une descente vers les tropiques qui l'amène à position stable entre l'archipel d'Hawaï et la côte ouest de l'Amérique du Nord. Le contraste de température entre l'air tropical, au sud du jet, et l'air polaire au nord de celui-ci forme une zone frontale stable. Le long de cette zone, des ondes secondaires passent et développent des dépressions météorologiques en surface qui se dirigeront vers l'est.
Ces conditions se produisent le plus souvent en hiver quand une oscillation de Madden-Julian (OMJ) et des ondes de Rossby de forte amplitude se développent. Elles sont plus probables encore lors des épisodes d'El Niño, alors que le Pacifique près de l'équateur est plus chaud et humide qu'à la normale. Le scénario typique pour obtenir des précipitations abondantes sur la côte ouest de l'Amérique du Nord avec une OMJ met en jeu une circulation qui se déplace progressivement vers l'est dans les tropiques et un déplacement inverse des systèmes dans le Pacifique Nord. La suite des événements dans cette situation est comme suit :
1. 7 à 10 jours avant la pluie abondante : pluies abondantes convectives associées avec l'OMJ provenant de l'ouest du Pacifique tropical et se déplaçant vers l'est. Une langue d'air tropical entre dans la circulation d'un courant-jet d'altitude qui est aligné vers la côte ouest de l'Amérique du Nord en passant près d’Hawaï. Un fort anticyclone dans le Golfe d'Alaska bloquant la progression vers l'est du jet.
2. 3 à 5 jours avant l'événement : les pluies tropicales s'approchent de la ligne du changement de date et commencent à diminuer d'intensité. Le flux d'humidité est rendu près des îles hawaïennes. Le courant-jet s'est divisé en deux branches dans le Pacifique Nord dont la portion sud est plutôt zonale (ouest-est) et plus intense que celle du nord. Les circulations tropicales et extratropicales commencent à se synchroniser ce qui permet à l'humidité d'entrer dans les latitudes moyennes. La crête s'est déplacée vers l'ouest et a été remplacée par un creux le long de la côte.
3. L'événement : Le phénomène météorologique continue sa progression amenant une masse d'air tropicale humide sur la côte ouest. Un creux d'altitude s'est développé et il est plus ou moins aligné avec le courant-jet du sud-ouest qui est maintenant le seul restant. Une dépression profonde s'est formée dans ce flux et peut y rester pour "pomper" l'humidité durant des jours.

En général, ces épisodes se produisent quand l'OMJ provoque des pluies plus importantes que la normale autour de 120°E, soit près de l'Indonésie, et des zones sèches sur l'océan Indien et le Pacifique central. Les pluies commencent alors autour de l'Oregon. Pour que la pluie abondante débute plus au sud, comme le sud de la Californie, il faut que la zone de pluie de l'OMJ soit plus à l'est, comme par exemple à 170°E. À noter que ces relations sont grossières, l'amplitude de l’OMJ et du courant-jet variant dans chaque cas.
| Endroit sur la côte Ouest             | Longitude des pluies tropicales inhabituelles reliées à l'OMJ servant de précurseur |
| ------------------------------------- | ----------------------------------------------------------------------------------- |
| ouest de l'État de Washington/sud C-B | 120°E                                                                               |
| nord-est de l'Oregon                  | 125°E                                                                               |
| sud-ouest de l'Oregon                 | 130°E                                                                               |
| nord-ouest de la Californie           | 140°E                                                                               |
| centre de la Californie               | 150°E                                                                               |
| centre-ouest de la Californie         | 160°E                                                                               |
| sud-ouest de la Californie            | 165°E                                                                               |
| sud de la Californie                  | 170°E                                                                               |

L'air contenu dans ces dépressions provenant des tropiques est très humide et en s'élevant dans l'atmosphère produit des nuages très épais. Ceux-ci produisent de fortes pluies ou neiges, selon l'altitude et les quantités sont rehaussées en plusieurs endroits par le soulèvement des montagnes sur la côte ouest du Canada, des États-Unis ou du nord du Mexique. Les épisodes de Pineapple Express sont caractérisés par le fait que les dépressions passeront l'une après l'autre sur la même région ce qui donnera une quantité de précipitations bien au-delà de la normale pour la période.
De plus, à cause de la quantité d'humidité disponible, les fortes précipitations n'affecteront pas seulement la côte mais s'étendront bien à l'intérieur des terres, habituellement plus aride. Néanmoins, une fois vidée de son humidité, la circulation donnera souvent dans l'ombre pluviométrique un effet de foehn au pied des montagnes Rocheuses

## Cas extrêmes
Il y a des épisodes de Pineapple Express presque chaque année entre le sud de l'Alaska et le nord du Mexique. Les épisodes les plus dévastateurs se produisent en conjonction avec une invasion importante d'air arctique sur le pacifique Nord ce qui accentue le contraste thermique le long du courant-jet, rehausse le niveau de congélation au sud de celui-ci et augmente la quantité de précipitations. Ces dernières tombent sous forme de pluie à une plus haute altitude en montagne et permettent une fonte d'une partie du manteau neigeux qui s'ajoute alors au ruissellement. Ceci a donné lieu à plusieurs cas d'inondations catastrophiques dont certains sont cités ci-dessous.

### Cas de 1862
Tôt en 1862, une circulation de Pineapple Express amène des dépressions à répétition sur la côte nord-ouest des États-Unis durant 45 jours,. Plusieurs endroits ont reçu jusqu'à 8,5 pieds (2 591 mm) de pluie, à laquelle s'est jointe la fonte de la neige en montagne, donnant les pires inondations dans les annales de Californie, de l'Oregon et du Nevada, dont les vallées normalement très sèches de Sacramento et San Joaquin,.

### Californie en 2005
Un épisode de Pineapple Express a affecté la Californie du Sud du 7 au 11 janvier 2005. Il s'agissait du plus important événement du genre dans la région depuis le El Niño de 1998. Les quantités de précipitations ont atteint 24,57 pouces (624 mm) à San Marcos Pass, dans le comté de Santa Barbara, alors qu'Opids Camp dans les Monts San Gabriel du comté de Los Angeles a reçu 31,61 pouces (803 mm) en cinq jours. Les coulées de boue et des inondations ont été très importantes, même dans le désert où la vallée de Morongo, dans le comté de San Bernardino, a reçu 9 pouces (229 mm) de pluie.

### Inondation de 2006
La région du Puget Sound de Olympia (Washington) à Vancouver (Colombie Britannique) a reçu plusieurs centaines de millimètres de pluie lors d'une succession de dépressions en novembre 2006, causant de grosses inondations. De plus, des vents violents ont causé des dommages aux arbres et bâtiments. À la suite du ruissellement de la pluie et de la fonte des neiges, les barrages ont dû être ouverts complètement pour qu'ils ne se rompent pas. En Oregon. il est tombé 350 mm en une seule journée à Lees Camp. Dans les vallées de l'intérieur de la Colombie-Britannique, un endroit normalement aride dans l'ombre pluviométrique des montagnes côtières, la pluie est tombée comme si c'était le long de la côte.

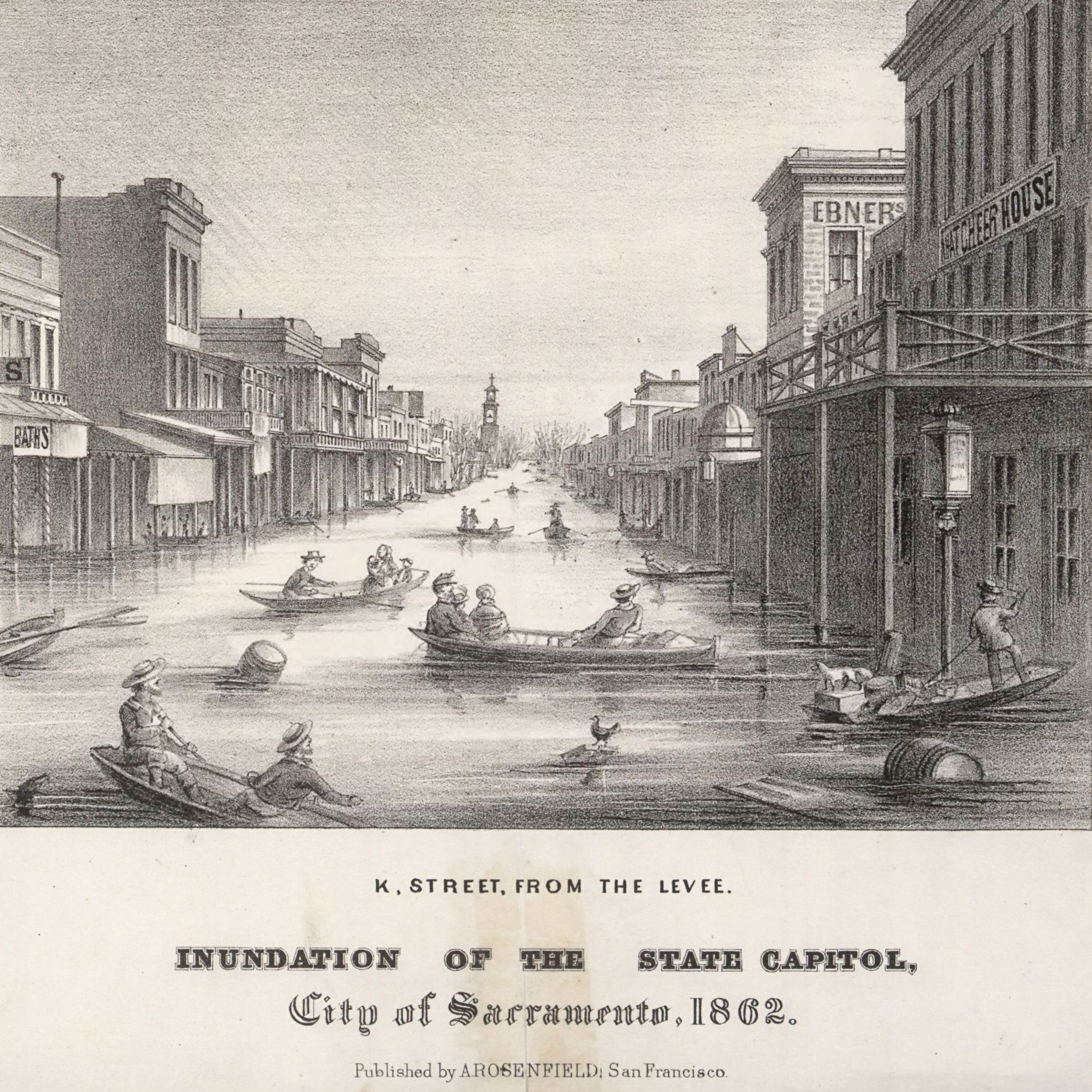
Lithographie de la rue K à Sacramento, Californie, lors de l'inondation de 1862.
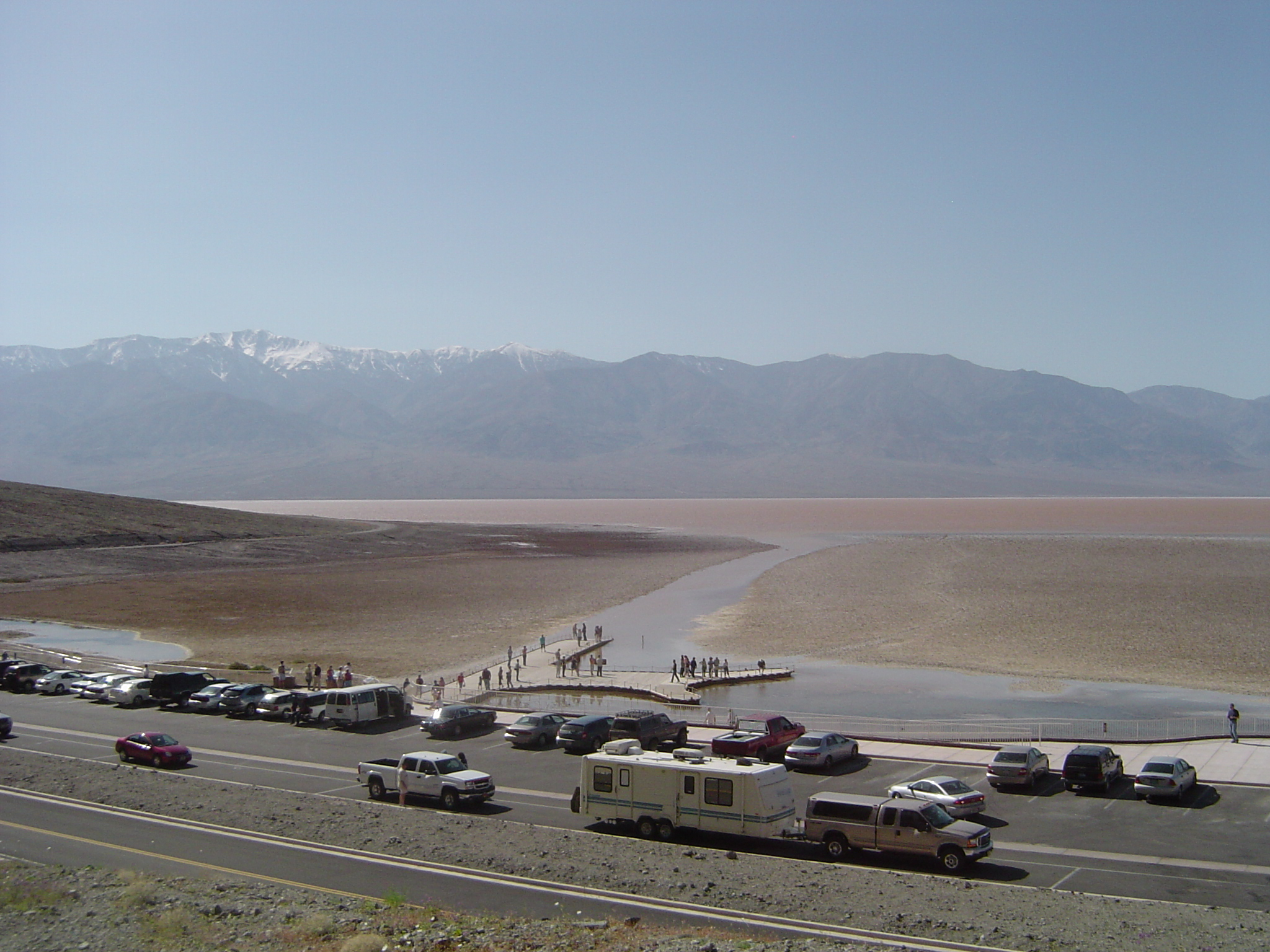
Lac éphémère à Badwater dans le parc national de la vallée de la Mort en 2005.
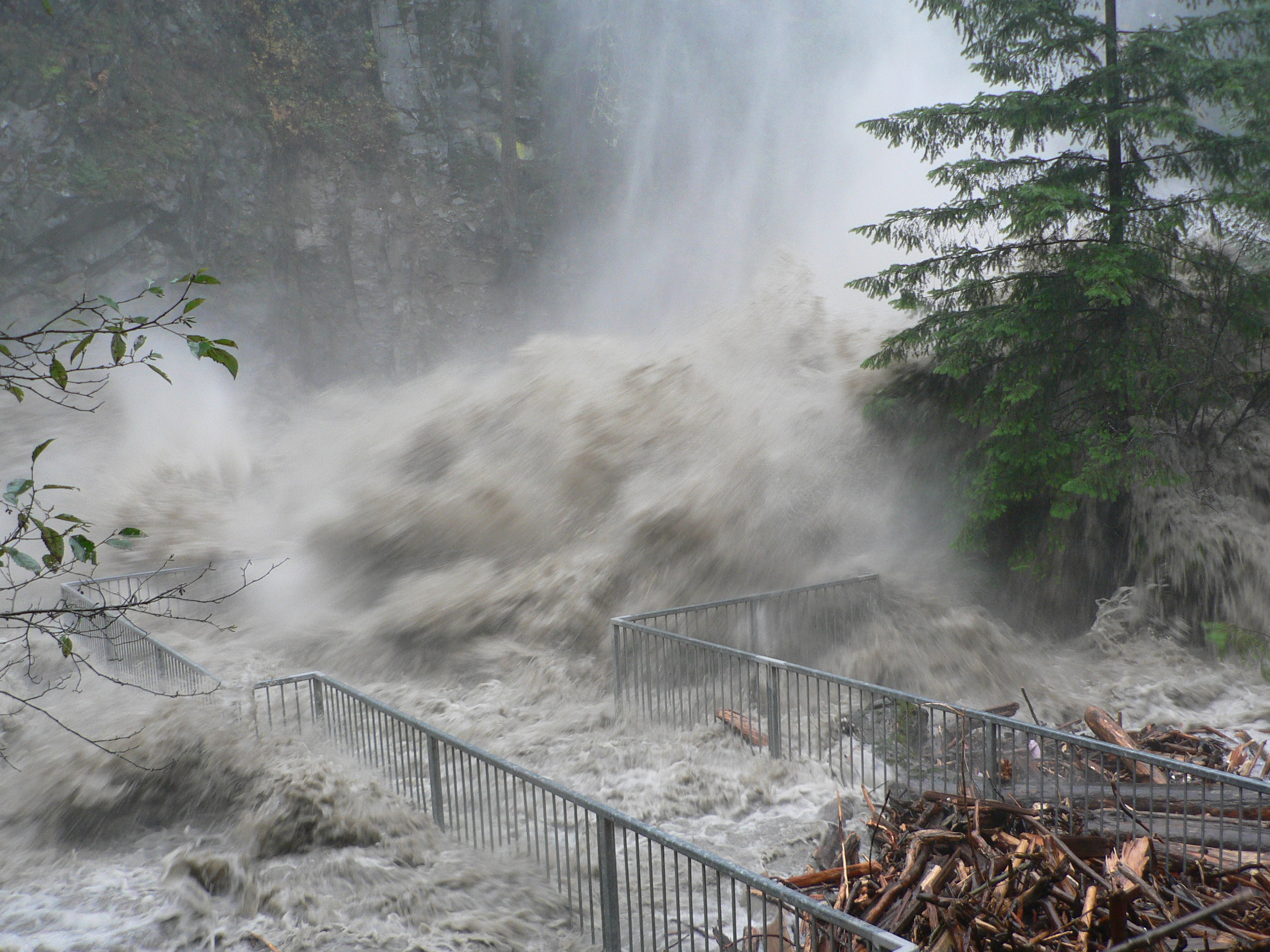
Inondation de novembre 2006 à Granite Falls sur la rivière Stillaguamish, État de Washington.